# Wiktor Pynsenyk

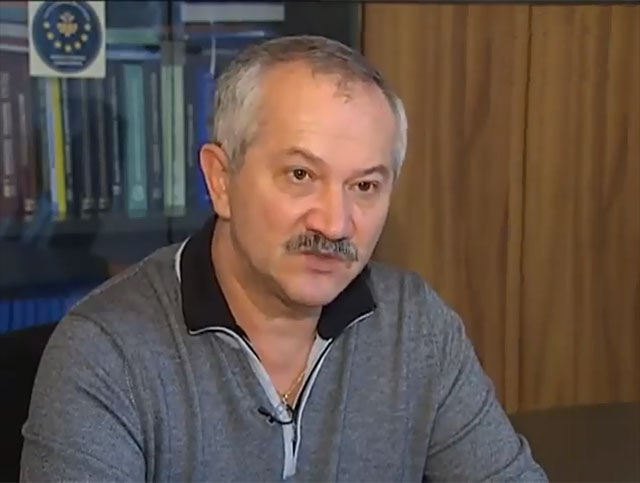
Wiktor Pynsenyk 2013

Wiktor Mychailowytsch Pynsenyk (* 15. April 1954 in Smolohowyzja, Rajon Irschawa, Oblast Transkarpatien) ist ein ukrainischer Politiker. Er war von 1992 bis 1993, 2005 bis 2006 und 2007 bis 2009 Finanzminister der Ukraine.
Wiktor Pynsenyk ist seit 1991 Parlamentsabgeordneter. Im Vorfeld der Parlamentswahlen 2002 war er an der Gründung des Parteienbündnisses Nascha Ukrajina (NU) des ehemaligen Staatspräsidenten Wiktor Juschtschenko beteiligt. Nach den Wahlen gehörte er zur Fraktion der NU in der Werchowna Rada. Pynsenyk ist Gründungsmitglied und Vorsitzender der Partei Reformen und Ordnung (Реформи і порядок, PRP), die 2006 von der NU zum Blok Juliji Tymoschenko wechselte.

## Werdegang
Pynsenyk studierte an der Lemberger Iwan-Franko-Staatsuniversität, die er 1975 als Ökonom abschloss und an der er weiterhin als Assistent und Dozent arbeitete. Seit 1989 war er Doktorand an der Moskauer Lomonossow-Universität und verteidigte dort seine "große" Dissertation. Seit 1990 hatte er eine Wirtschafts-Professur an der Lemberger Universität inne.
Im Dezember 1991 wurde er als Abgeordneter in die Werchowna Rada, das ukrainische Parlament, gewählt und arbeitete dort primär in den Kommissionen für Wirtschaftsreformen und Volkswirtschaft.
Von Oktober 1992 bis April 1993 war er Wirtschaftsminister des Landes und parallel, bis August 1993, stellvertretender Premierminister in der Regierung. Anschließend wurde er Vorsitzender einer Stiftung zur Unterstützung von Reformen im Land.
Von März 1994 bis März 1998 war Pynsenyk wieder Abgeordneter im Parlament sowie vorübergehend (September 1996 bis April 1997) Vize-Premierminister für Wirtschafts- und Reformfragen in der Regierung Lasarenko. Bei westlichen Beratern war er als "Architekt der Reformen" geschätzt (FES). Im April 1997 schied er allerdings, enttäuscht von dem mangelnden Reformwillen des Premiers, aus der Regierung aus.
Im Anschluss daran war er als Wirtschaftsberater des Präsidenten und wieder als Abgeordneter und in mehreren parlamentarischen Reformkommissionen tätig. Seit 2002 gehörte er zu dem von Wiktor Juschtschenko geführten Block Nascha Ukraina.
Am 4. Februar 2005 bestätigte das Parlament Pynsenyks Ernennung zum Finanzminister in der Regierung von Julija Tymoschenko. Im gleichen Jahr traten er und andere Mitglieder seiner Partei PRP aus der NU aus und bildeten eine eigene Parlamentsfraktion.
Bei den Parlamentswahlen 2006 scheiterte die PRP, die gemeinsam mit der Partei Pora! angetreten war, an der Drei-Prozent-Hürde und Pynsenyk erreichte erstmals seit 1991 kein Parlamentsmandat.
Am 2. Dezember 2006 erklärte die PRP ihren Eintritt in den Blok Juliji Tymoschenko, mit dem sie bei den Parlamentswahlen 2007 erneut in die Rada einzog.
Nach den Parlamentswahlen 2007 wurde er am 18. Dezember 2007 zum neuen Finanzminister in der zweiten Regierung Julija Tymoschenko gewählt.
Am 12. Februar 2009 erklärte Pynsenyk seinen Rücktritt, da die Finanzpolitik der Regierung vor dem Hintergrund der durch die Internationale Finanzkrise ausgelösten schweren wirtschaftlichen Krise der Ukraine seinen Überzeugungen von einer nachhaltigen Finanzpolitik widerspreche.
2012 trat er zur Partei UDAR von Vitali Klitschko über.
Pynsenyk ist Ehrendoktor der Kiew-Mohyla Akademie und der Wirtschaftsuniversität Ternopil. Er ist verheiratet und hat zwei Töchter und einen Sohn.